# Le Voyage à Ixtlan
 (décembre 2016).
Si vous disposez d'ouvrages ou d'articles de référence ou si vous connaissez des sites web de qualité traitant du thème abordé ici, merci de compléter l'article en donnant les références utiles à sa vérifiabilité et en les liant à la section « Notes et références ».
Le Voyage à Ixtlan est le troisième livre de Carlos Castaneda, publié comme un ouvrage de non-fiction par Simon & Schuster en 1972. 
Allégations au sujet d'un apprentissage de la voie d'un « chaman » Yaqui, Don Juan.

## Description
Le titre de ce livre est tiré d'une allégorie qui est raconté à Castaneda par son « bienfaiteur » connu par Carlos sous le nom de Don Genaro (Genaro Flores), un ami proche de son maître, don Juan Matus. Ixtlan s'avère être une métaphore de la ville natale (ou de l'Endroit / La Position de l'Être), vers laquelle le « sorcier » ou guerrier ou homme de connaissance est attiré, essayant de rentrer à la maison après le travail de « stopper le monde ». Avoir changé de point de vue ne lui laisse que peu en commun avec les gens ordinaires, qui ne lui semble aujourd'hui pas plus importants que « des fantômes ». Le point de l'histoire, c'est qu'aller vers l'état d'homme de connaissance, ou de sorcier, est un changement de l'être, où un Homme se rapproche de son état d'Être véritable, et pour cette raison, il ne peut jamais vraiment retourner « à la maison », reprendre son ancien mode de vie.
Dans Le Voyage à Ixtlan Castaneda réévalue essentiellement les enseignements reçus jusque-là. Il traite d'informations qui semblaient absentes de ses deux premiers livres concernant arrêter le monde, notion qu'il avait auparavant considérée comme une métaphore.
Il constate également que les plantes psychotropes, dont la connaissance et l'usage semblait être une partie importante de son apprentissage avec le chaman Yaqui don Juan Matus, ne sont pas aussi importantes qu'il l'avait pensé dans cette manière d'appréhender le monde. Dans l'introduction, il écrit : 

« Mon hypothèse de base dans ces deux livres a été que les points d'articulations de l'apprentissage d'un sorcier, sont les états de réalité non-ordinaire produit par l'ingestion de plantes psychotropes...
Ma perception du monde à travers les effets de ces substances psychotropes avaient été tellement bizarre et impressionnante que j'ai été forcé de supposer que ces états étaient le seul moyen de communiquer et d'apprendre ce que Don Juan essayait de m'enseigner.
Cette hypothèse était erronée. »

Dans le livre don Juan emmène Carlos sur différents degrés d'apprentissage, en réponse a ce qu'il croit être des signaux du monde phénoménologique, « Le choix de qui peut être un guerrier et qui peut seulement être un chasseur ne dépend pas de nous. Cette décision est du domaine des pouvoirs qui guident les hommes. »
Le livre montre une progression entre les différents états de l'apprentissage, de chasseur, guerrier, homme de connaissance ou de sorcier, la différence se fait par le niveau de compétence et le genre de choses que l'on chasse, « ...un guerrier est un chasseur impeccable qui chasse le pouvoir. S'il réussit dans sa chasse, il devient un homme de connaissance. »
Tout au long du livre Castaneda se dépeint lui-même comme sceptique et réservé dans ses explications des phénomènes, mais à la fin du livre, on voit s'effondrer la vision du monde rationaliste de Castaneda face à l'assaut des expériences vécues qu'il est incapable d'expliquer logiquement.

## Culture populaire
Ce livre est montré et explicitement cité dans le téléfilm La recherche des dieux (1975) de Jud Taylor.